# Sân bay Đài Đông
Sân bay Đài Đông (台東機場, bính âm: Táidōng Jīchǎng) là một sân bay ở Đài Đông, tỉnh Đài Loan, Trung Hoa Dân quốc trên đảo Đài Loan. (IATA: TTT, ICAO: RCFN).
Sân bay này nằm trên diện tích 153,7 ha, bắt đầu từ một năm 1977 và được phát triển năm 1981.
Sân bay này hoạt động từ 7h sáng đến 6h chiều.

## Các hãng hàng không và các tuyến bay
- Daily Air (Lanyu [Orchid Island], Lyudao Green Island)
- Uni Air (Taipei-Songshan)